# Busto de Ancafe
O Busto de Ancafe é uma escultura representando o Príncipe Ancafe do Império Antigo do Egito, provavelmente realizada durante o reinado do faraó Quéfren, entre 2 520 e 2 494 a.C.. É uma das primeiras representações realistas em uma escultura, e considerado o trabalho "de um mestre" da arte egípcia antiga. Ele se encontra na posse no Museu de Belas Artes de Boston e é objeto de pedidos de repatriação pelo governo egípcio.  

## Descrição
A escultura retrata um homem maduro e calvo. Um dos primeiros e, mesmo depois de quatro mil e quinhentos anos, dentre os melhores retratos esculpidos de que se tem notícia, é uma representação quase sem precedentes das características de um homem real. Esculturas retratando  pessoas com características realistas (em oposição a retratos altamente estilizados) são raras na arte egípcia antiga, antes e depois da criação do Busto de Ancafe. Uma camada de gesso pintado de vermelho cobre um núcleo de calcário, uma cor comumente dada aos homens nas esculturas e nos relevos egípcios (figuras de mulheres eram tipicamente pintadas de amarelo). O rosto é severo, com uma boca levemente irregular, que o faz parecer como se estivesse sorrindo de um lado e distante e impessoal do outro. Há uma ligeira queda nas pálpebras, cujos olhos foram pintados de branco com pupilas marrons. A figura tinha barba e orelhas, que foram quebradas na Antiguidade, junto com parte do nariz da figura.

## Local da descoberta
O busto foi descoberto em seu túmulo, instalado dentro de uma pequena capela orientada para o leste e de frente para a porta da capela. Seus braços podem ter sido esculpidos no pequeno pedestal sobre o qual estava assentado, embora tenham sido perdidos. Ele fora o foco de um culto funerário, pois o busto esmagou vários pequenos vasos de cerâmica do tipo usado para oferendas, quando caiu de seu pedestal ainda na Antiguidade. 

## Método da descoberta
O busto foi descoberto por uma expedição financiada em conjunto pelo Museu de Belas Artes de Boston e aUniversidade Harvard, e o contrato da expedição previa que uma peça tão refinada seria enviada ao Museu Egípcio, no Cairo. No entanto, esta peça foi dada em agradecimento pelo extenso trabalho realizado pela expedição, e pela descoberta do túmulo real intacto da rainha Heteferés, que era tia de Ancafe, irmã de seu pai. Mais recentemente, Zahi Hawass, chefe do Conselho Supremo de Antiguidades do Egito, pediu que essa peça fosse repatriada ao Egito, como um dos cinco itens principais pertencentes à herança cultural do Egito, uma lista que também inclui o icônico busto de Nefertiti no Museu de Berlim, uma estátua de Hemiunu, o arquiteto da Grande Pirâmide, no Museu Roemer-und-Pelizaeus em Hildesheim, na Alemanha, e o Zodíaco de Dendera, no Louvre, em Paris.